# Rieju
Rieju is een Spaans merk van brommers en motorfietsen.
Riera Y Juanola S.A, Figueras, Gerona. 
Dit Spaanse bedrijf werd in 1934 opgericht door Luis Riera en Jaime Juanola om er fietsaccessoires te gaan maken. Door het uitbreken van de Spaanse Burgeroorlog zou het echter tot 1940 duren. Toen ging men 125 fietsen per week maken. In 1947 kwam er een gemotoriseerde fiets met een Franse Serwa-viertaktmotor.
Vanaf 1950 gingen de modellen meer op echte bromfietsen lijken en in 1952 kwamen er tweetakt motorfietsen en scooters met Franse AMC-motoren tot 174 cc. Men produceerde onder andere de 100 cc Sulky-scooter van Motobloc in licentie. 
In 1964 ging men samenwerken met Minarelli omdat dit merk meer ervaring had met de veelgevraagde bromfietsen. Er worden ook motoren in samenwerking met Malaguti gemaakt.
Na de overname van GasGas door KTM in 2019, ging GasGas modellen produceren die gebaseerd zijn op KTM's. KTM had geen interesse in de voor de overname ontwikkelde modellen van GasGas. Hierdoor kon Rieju in 2020 de rechten overnemen van het enduro-platform van GasGas.

## Motoren
- RS2 125
- RS2 125 NKD
- SMX 125
- MRX 125
- Tango 125
- MRT 250
- MRT 450

## Brommers
- TANGO
- RS2 Matrix
- RS2 Matrix Pro
- RS1
- SMX
- SMX pro
- Spike
- MRX
- MRX pro
- MRX power up
- RR
- RRX
- MRT
- Toreo

## Junior
- MX50
- MX50 DISK
- Panther